# Icosidodecadodecàedre
En geometria, l'icosidodecadodecàedre és un políedre uniforme no convex indexat com a U44. La seva figura de vèrtex és un quadrilàter creuat.